# Knoppix
Knoppix (произнася се „но̀пикс“) е пълноценна немска жива дистрибуция на операционната система GNU/Linux, базирана на Debian, с възможност за работа директно от CD/DVD (Live), USB Flash drive. Дистрибуцията е уникална по рода си, понеже е една от първите, които могат да бъдат стартирани директно от външен носител, без да бъдат инсталирани (опцията за инсталация е налична). Принципът на работа е следният: щом има команда дадена програма или скрипт да бъде стартирана от външен носител, тя бива декомпресирана и временно стартирана от RAM паметта. Създадена е от Клаус Кнопер, немски електроинженер и разработчик на свободен софтуер.
Има две основни версии на дистрибуцията. Версия за традиционен компакт диск (700 MB) и DVD версия (4,7 GB) т.нар. „MAXI версия“. Всяка версия включва в себе си два вградени езикови пакета, английски и немски.

Knoppix включва в себе си предимно софтуер с отворен код и свободен софтуер, но в дистрибуцията може да се намери и софтуер обект на авторско право.